# Liste der Biografien/Heil
Liste der Biografien |
Portal Biografien |
Personensuche
# |
A |
B |
C |
D |
E |
F |
G |
H |
I |
J |
K |
L |
M |
N |
O |
P |
Q |
R |
S |
T |
U |
V |
W |
X |
Y |
Z |
?
 
Ha |
Hd |
He |
Hi |
Hj |
Hk |
Hl |
Hm |
Hn |
Ho |
Hr |
Hs |
Ht |
Hu |
Hv |
Hw |
Hy
 
Hea |
Heb |
Hec |
Hed |
Hee |
Hef |
Heg |
Heh |
Hei |
Hej |
Hek |
Hel |
Hem |
Hen |
Heo |
Hep |
Heq |
Her |
Hes |
Het |
Heu |
Hev |
Hew |
Hex |
Hey |
Hez
 
Heia |
Heib |
Heic |
Heid |
Heie |
Heif |
Heig |
Heij |
Heik |
Heil |
Heim |
Hein |
Heip |
Heir |
Heis |
Heit |
Heix |
Heiz
Die Liste der Biografien führt alle Personen auf, die in der deutschsprachigen Wikipedia einen Artikel haben. Dieses ist eine Teilliste mit 251 Einträgen von Personen, deren Namen mit den Buchstaben „Heil“ beginnt.

## Heil
- Heil de Brentani, Mario (1908–1982), deutscher Schriftsteller
- Heil, Adalbert (1907–1999), deutscher Pfarrer
- Heil, Alfred (* 1921), deutscher Sportfunktionär
- Heil, Andreas (* 1969), deutscher Klassischer Philologe und Hochschullehrer
- Heil, Anna-Maria (* 1995), österreichische Tennisspielerin
- Heil, Axel (* 1965), deutscher Künstler
- Heil, Bob (1940–2024), US-amerikanischer Tontechniker
- Heil, Christoph (* 1965), deutscher römisch-katholischer Theologe
- Heil, Erik (* 1989), deutscher Segler
- Heil, Gerhard (1869–1943), Mitglied des Provinziallandtages der Provinz Hessen-Nassau
- Heil, Gerlinde (* 1964), österreichische Didaktikerin
- Heil, Günter (1928–1990), deutscher Klassischer Philologe
- Heil, Gunzi, deutscher Musiker, Kabarettist und LiteratGunzi Heil

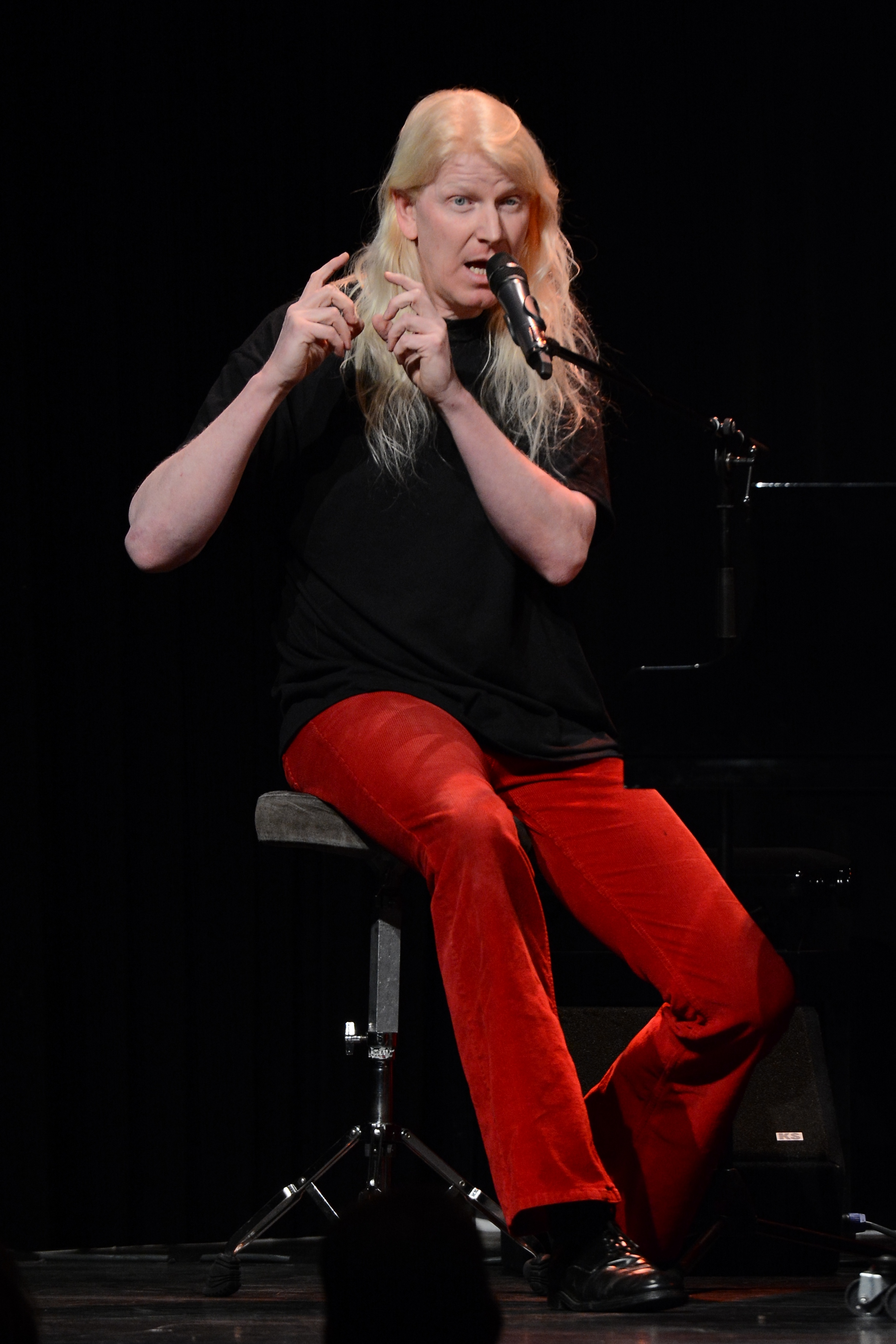
Gunzi Heil

- Heil, Hans B. (1919–2006), deutscher Bankier
- Heil, Hermann (1935–2018), dänisch-deutscher Verbandsfunktionär, Hauptgeschäftsführer des Bundes Deutscher Nordschleswiger
- Heil, Hubert (1931–2019), deutscher Politiker (CDU), MdL
- Heil, Hubertus (* 1972), deutscher Politiker (SPD), MdB
- Heil, Jander (* 1997), estnischer Kugelstoßer
- Heil, Jennifer (* 1983), kanadische Skisportlerin
- Heil, Jerry (* 1995), ukrainische Singer-Songwriterin, Synchronsprecherin, YouTuberin und Aktivistin
- Heil, Johannes (* 1961), deutscher Historiker
- Heil, Johannes (* 1978), deutscher Musiker
- Heil, Julius P. (1876–1949), US-amerikanischer Politiker
- Heil, Jürgen (* 1997), österreichischer Fußballspieler
- Heil, Lothar (1928–2021), deutscher Turner und Turntrainer
- Heil, Matthäus (* 1960), deutscher Althistoriker
- Heil, Mechthild (* 1961), deutsche Politikerin (CDU), MdB
- Heil, Ogechika (* 2000), deutsch-nigerianischer Fußballspieler
- Heil, Oliver (* 1988), deutscher Fußballspieler
- Heil, Oskar (1908–1994), deutscher Physiker
- Heil, Reinhold (* 1954), deutscher Komponist, Tonmeister, Produzent, Pianist, Keyboarder und SängerReinhold Heil (* 1954)

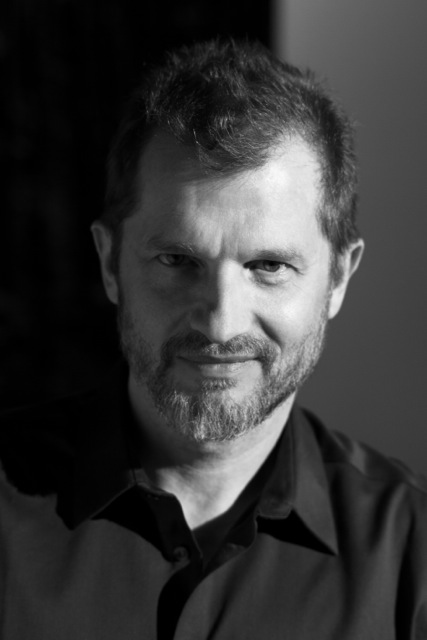
Reinhold Heil (* 1954)

- Heil, Ruth (* 1947), deutsche evangelikale Buch-, Zeitschriften- und Rundfunkautorin
- Heil, Seff (1929–2000), deutscher Volkstumspfleger und -kundler des historischen Egerlandes
- Heil, Uta (* 1966), deutsche evangelische Kirchenhistorikerin

### Heila
- Heiland, Eberhard (1935–2005), deutscher Maler und Keramiker
- Heiland, Enoch (1582–1639), deutscher Rechtswissenschaftler
- Heiland, Gerhard (1894–1961), deutscher Jurist und Richter des Bundesverfassungsgerichts
- Heiland, Gerhard (1917–2005), deutscher Physiker
- Heiland, Guido (1881–1957), deutscher Politiker der SPD
- Heiland, Heinz Karl (1876–1932), deutscher Filmregisseur, Filmproduzent, Drehbuchautor, Kameramann und Schauspieler
- Heiland, Helmut (* 1937), deutscher Pädagoge
- Heiland, Karl Gustav (1817–1868), deutscher Altphilologe und Gymnasiallehrer
- Heiland, Marcus (1500–1549), deutscher evangelischer Theologe
- Heiland, Max (1921–2012), Schweizer Collagist
- Heiland, Ole (* 1997), deutscher klassischer und Jazzmusiker (Tuba, weitere Instrumente)
- Heiland, Paul (1870–1933), deutscher Kunstsammler und Kunsthistoriker
- Heiland, Rudolf-Ernst (1910–1965), deutscher Politiker (SPD, SAPD, LO), MdL, MdB und Widerstandskämpfer
- Heiland, Samuel (1533–1592), deutscher lutherischer Theologe, Philosoph und Pädagoge
- Heiland, Swen O. (* 1977), deutscher Musiker und Songwriter

### Heilb
- Heilberg, Adolf (1858–1936), deutscher Rechtsanwalt und Politiker
- Heilborn, Adolf (1873–1941), deutscher Arzt, Schriftsteller und Übersetzer
- Heilborn, Arthur (* 1896), jüdischer Rechtsanwalt, Kölner Konsulent (1938–1939)
- Heilborn, Ernst (1867–1942), deutscher Schriftsteller, Kritiker und Publizist
- Heilborn, Karl Heidler von (1792–1866), böhmischer Badearzt und Förderer Marienbads
- Heilborn, Nick (* 1981), deutscher Rallyefahrer
- Heilborn-Körbitz, Luise (1874–1961), deutsche Drehbuchautorin
- Heilbron, Friedrich (1872–1954), deutscher Diplomat und Staatsbeamter
- Heilbron, Ian (1886–1959), britischer organischer Chemiker
- Heilbron, John (1934–2023), US-amerikanischer Wissenschaftshistoriker
- Heilbron, Rose (1914–2005), britische Juristin
- Heilbroner, David (* 1957), US-amerikanischer Filmproduzent, Filmregisseur, Filmeditor und Drehbuchautor
- Heilbroner, Robert (1919–2005), US-amerikanischer Volkswirt und Wirtschaftshistoriker
- Heilbronn, Alfred (1885–1961), deutsch-türkischer Botaniker
- Heilbronn, David Julius (1797–1870), deutscher Mediziner
- Heilbronn, Hans Arnold (1908–1975), kanadischer Mathematiker
- Heilbronn-Wikström, Edith (1925–1999), deutsch-schwedische Chemikerin
- Heilbronner, Edgar (1921–2006), deutsch-schweizerischer Chemiker
- Heilbronner, Johann Christoph (1706–1745), deutscher Mathematiker und Mathematikhistoriker
- Heilbronner, Karl (1869–1914), deutscher Psychiater und Neurologe
- Heilbronner, Marie (1871–1943), deutsche Malerin
- Heilbronner, Max (1902–1964), deutschamerikanischer Filmarchitekt und Maler
- Heilbronner, Philipp (1546–1616), deutscher evangelisch-lutherischer Theologe
- Heilbrun, Carolyn (1926–2003), amerikanische Schriftstellerin
- Heilbrunn, Ludwig (1870–1951), Rechtsanwalt und Politiker
- Heilbrunn, Otto (1906–1969), deutsch-britischer Jurist und Sachbuchautor
- Heilbrunn, Rudolf (1901–1998), deutscher Privatgelehrter, Historiker, Autor und Herausgeber
- Heilbut, Anthony (* 1940), US-amerikanischer Autor und Musikproduzent
- Heilbut, Emil (1861–1921), deutscher Kunstkritiker und Sammler
- Heilbut, Iwan (1898–1972), deutscher Schriftsteller
- Heilbut, Kurt (1888–1943), deutscher Schriftsteller und Redakteur
- Heilbut, Peter (1920–2005), deutscher Musikpädagoge, Komponist und Pianist
- Heilbut, Robert Emanuel (1919–1945), niederländisch-jüdischer Komponist
- Heilbuth, Ferdinand (1826–1889), französischer Maler

### Heile
- Heile, Paul (1884–1958), deutscher Politiker (FDP), MdHB und Direktor des HWWA
- Heile, Petra, deutsche Handballspielerin
- Heile, Wilhelm (1881–1969), deutscher Politiker (DDP, FDP, DP), MdR, MdL
- Heileman, Gottlieb (1824–1878), Gründer der G. Heileman Brewing Company
- Heilemann, Erhard (* 1939), deutscher Fußballspieler
- Heilemann, Ernst (1870–1936), deutscher Maler und Zeichner
- Heilemann, Hildegard, deutsche Historikerin und Bibliographin
- Heilemann, John (* 1966), US-amerikanischer Journalist
- Heilemann, Stefan (* 1982), deutscher Koch
- Heilemann, Ullrich (* 1944), deutscher Wirtschaftswissenschaftler
- Heilemann, Werner (1925–2019), deutscher Politiker (SED), MdV, DDR-Gewerkschafter, Präsidiumsmitglied der Volkskammer
- Heilemann, Wolfgang (* 1942), deutscher Fotograf
- Heilen, Stephan (* 1965), deutscher Altphilologe
- Heiler, Ala (* 1953), deutscher Jazzmusiker
- Heiler, Anne Marie (1889–1979), deutsche Politikerin (CDU), MdB
- Heiler, Friedrich (1892–1967), deutscher Philosoph und Religionswissenschaftler
- Heiler, Josef (1920–2009), deutscher Politiker (CSU), MdL
- Heiler, Oscar (1906–1995), deutscher Schauspieler und Komiker
- Heiler, Rudolf (* 1955), deutscher Kommunalpolitiker; Bürgermeister der Gemeinde Grafing bei München
- Heiler, Siegfried (1938–2022), deutscher Wirtschaftswissenschaftler
- Heiler, Thomas (* 1959), deutscher Historiker und Archivar
- Heiler, Walter (* 1954), deutscher Politiker (SPD), MdL
- Heiles, Carl E. (* 1939), US-amerikanischer Astronom
- Heilewigis († 1270), Äbtissin im Stift Freckenhorst

### Heilf
- Heilferty, Anna (* 1999), US-amerikanische Fußballspielerin
- Heilfort, Anett (* 1983), deutsche Schauspielerin
- Heilfort, Hellfried (* 1955), deutscher Sportschütze
- Heilfron, Eduard (1860–1938), deutscher Jurist
- Heilfurth, Gerhard (1909–2006), deutscher Volkskundler

### Heilg
- Heilgendorff, Simone (* 1961), deutsche Musikwissenschaftlerin, Bratschistin sowie Dramaturgin und Kuratorin

### Heilh
- Heilhecker, Axel (* 1954), deutscher Gitarrist, Komponist, Produzent und SängerAxel Heilhecker (* 1954)

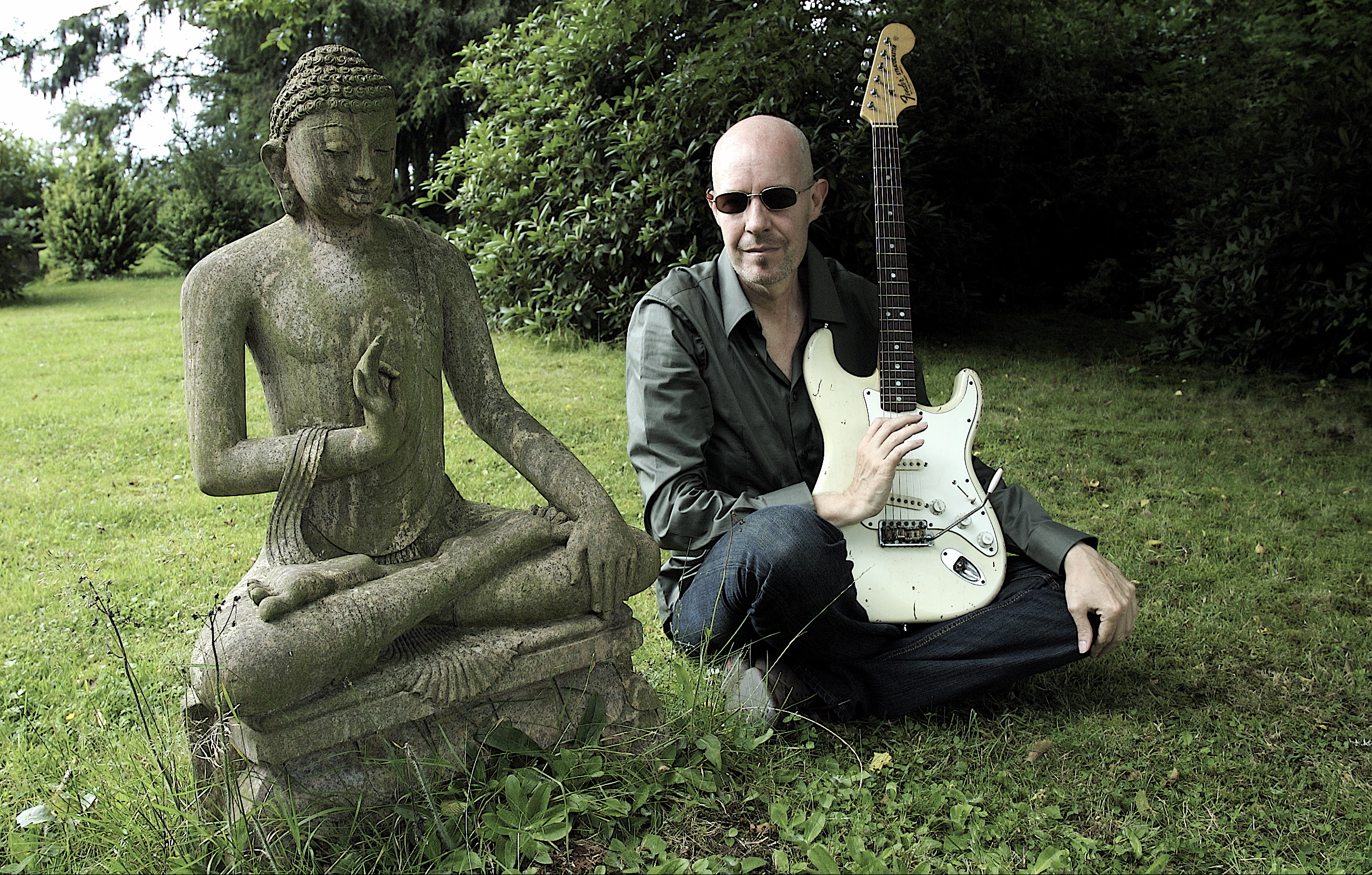
Axel Heilhecker (* 1954)

### Heili
- Heilig, Bernhard (1902–1943), deutsch-tschechischer Ökonom und Historiker
- Heilig, Berthold (1914–1978), deutscher NSDAP-Kreisleiter
- Heilig, Bruno (1888–1968), Journalist, Buchautor und Übersetzer
- Heilig, Dominic (1978–2017), deutscher Autor und Politiker (Die Linke)
- Heilig, Eugen (1892–1975), deutscher Fotograf
- Heilig, Franz Xaver (1826–1888), deutscher Kaufmann, Bürgermeister und Politiker (NLP), MdR
- Heilig, Karl (* 1890), deutscher Fußballspieler
- Heilig, Konrad (1817–1849), badischer Revolutionär und Freiheitskämpfer
- Heilig, Martin (* 1975), deutscher Kommunalpolitiker (Grüne)
- Heilig, Morton (1926–1997), US-amerikanischer Pionier der Virtuellen Realität-Technologie und Filmemacher
- Heilig, Ursula (1937–2022), deutsche Holocaustüberlebende
- Heilig, Walter (1925–2006), deutscher Pressefotograf
- Heilig, Werner (1921–1987), deutscher Fußballspieler
- Heiligenberg, Walter (1938–1994), deutscher Verhaltensbiologe und Neuroethologe
- Heiligendorff, Anni (* 1990), deutsche Schauspielerin
- Heiligensetzer, Wilhelm (1948–2018), deutscher Hörspielautor und Journalist
- Heiligenstadt, Carl (1860–1920), deutscher Bankdirektor und Politiker (NLP), MdR
- Heiligenstadt, Frauke (* 1966), deutsche Politikerin (SPD), MdL
- Heiligenstaedt, Fritz (1887–1961), deutscher Pädagoge
- Heiligenstaedt, Kurt (1890–1964), deutscher Künstler, Plakatgestalter, Gebrauchsgrafiker, Karikaturist
- Heiligenstein, Anton von († 1834), deutscher Mathematiker, Astronom und Hochschullehrer
- Heiligenstein, Conrad von (1774–1849), deutscher Jurist, Mathematiker und Astronom
- Heiligenthal, Roman (* 1953), deutscher Theologe
- Heiligenthal, Roman Friedrich (1880–1951), deutscher Architekt, Stadtplaner und Hochschullehrer
- Heiliger, Anita (* 1942), deutsche Sozialwissenschaftlerin, Engagement in der Frauenbewegung
- Heiliger, Bernhard (1915–1995), deutscher BildhauerBernhard Heiliger (1915–1995)

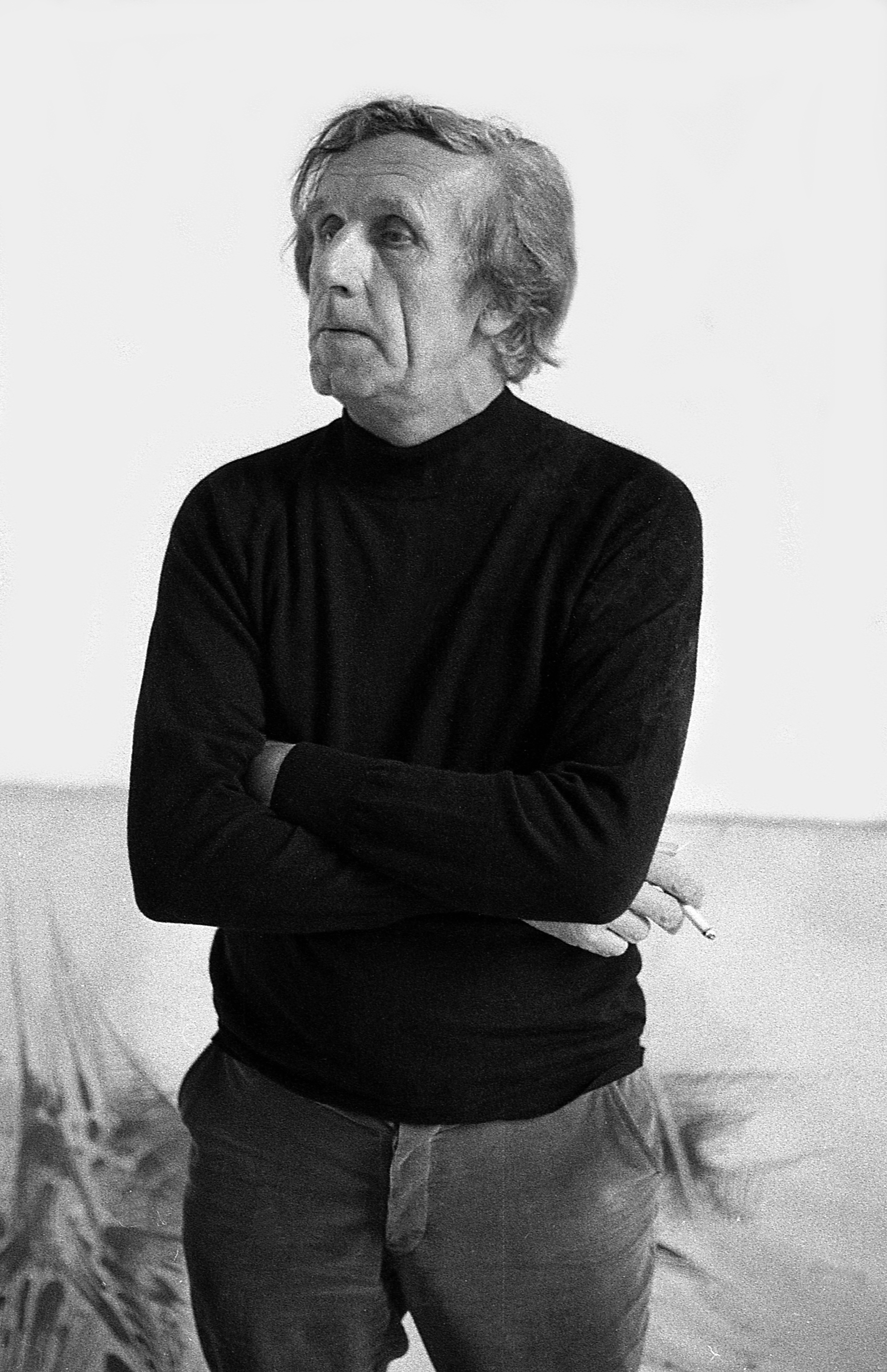
Bernhard Heiliger (1915–1995)

- Heiliger, Edgar (1887–1957), deutscher Verwaltungsbeamter und Landrat
- Heiliger, Ernst Anton (1729–1803), Bürgermeister von Hannover
- Heiliger, Stefan (* 1941), deutscher Industriedesigner
- Heiligers, Cornelius (1909–1975), niederländischer römisch-katholischer Priester, Montfortaner Pater und Generalsuperior
- Heiligers, David (* 1984), deutscher Dramaturg
- Heiligmann, Jörg (* 1952), deutscher Archäologe und Denkmalpfleger
- Heilika von Lengenfeld († 1170), Pfalzgräfin von Bayern
- Heilika von Schwaben (* 1087), Stammmutter der Wittelsbacher
- Heilingbrunner, Edi, deutscher Skispringer
- Heilingbrunner, Friedrich (1891–1977), deutscher General der Flakartillerie im Zweiten Weltkrieg
- Heilinger, Alois (1859–1921), österreichischer Politiker (DnP), Abgeordneter zum Nationalrat
- Heilinger, Heinrich (1899–1945), österreichischer Schauspieler bei Bühne und Film
- Heilingsetzer, Eduard (1905–1997), österreichischer Beamter und Politiker (ÖVP)
- Heilingsetzer, Georg (* 1945), österreichischer Historiker und Archivar

### Heill
- Heill, Claudia (1982–2011), österreichische JudokaClaudia Heill (1982–2011)

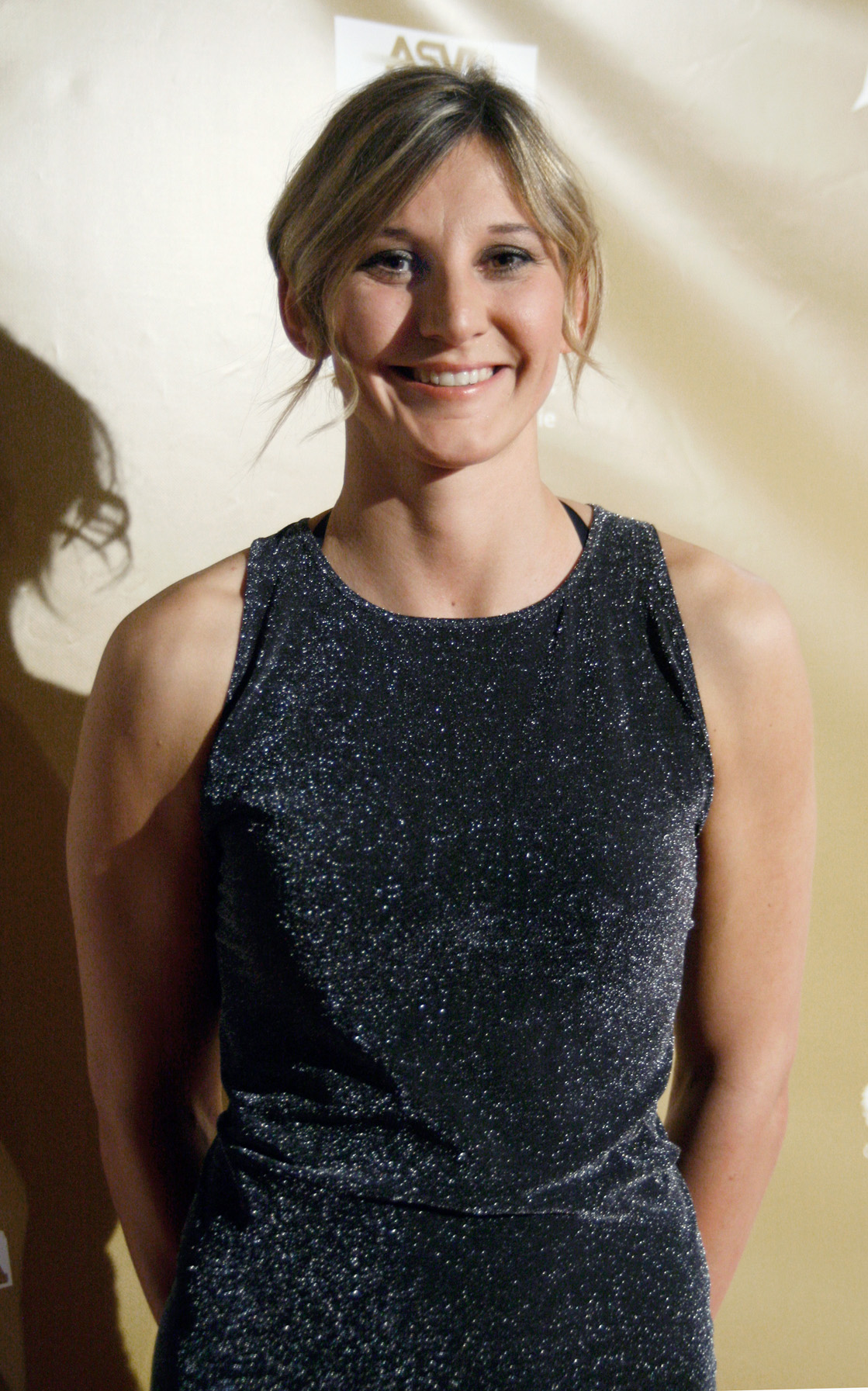
Claudia Heill (1982–2011)

- Heiller, Anton (1923–1979), österreichischer Komponist, Organist und Musikpädagoge
- Heiller, Erna (1922–2007), österreichische Konzertpianistin und Cembalistin
- Heiller, Karl (1811–1889), katholischer Stadtpfarrer in Preßburg und geistlicher Autor
- Heilly, Robert d’ (1876–1953), französischer Ruderer

### Heilm
- Heilmaier, Max (1869–1923), deutscher Bildhauer
- Heilman, Anna (1928–2011), polnische Widerstandskämpferin im KZ Auschwitz-Birkenau
- Heilman, James, kanadischer Notfallmediziner und Wikipedia-Mitarbeiter
- Heilman, Lucia (* 1929), österreichische Überlebende des NS-Regimes und Ärztin
- Heilman, Stephen (* 1933), US-amerikanischer Mediziner und Ingenieur
- Heilman, Thomas (* 2007), US-amerikanischer Schwimmer
- Heilman, William (1824–1890), US-amerikanischer Politiker deutscher Herkunft
- Heilmanis, Arnolds (* 1909), lettischer Fußballspieler
- Heilmann, Adam (1860–1930), deutscher reformierter Theologe
- Heilmann, Aimo (* 1974), deutscher Schwimmer
- Heilmann, Albert (1886–1949), deutscher Bauunternehmer
- Heilmann, Anton Paul (1850–1912), österreichischer Maler und Illustrator
- Heilmann, Arent Christopher (1781–1830), dänischer Kaufmann und kommissarischer Inspektor in Grönland
- Heilmann, Astri (1934–1991), dänische Künstlerin und Lehrerin
- Heilmann, Christa (* 1946), deutsche Sprechwissenschaftlerin
- Heilmann, Christoph (* 1936), deutscher Kunsthistoriker
- Heilmann, Ernst (1881–1940), deutscher Politiker (SPD), MdR und JuristErnst Heilmann (1881–1940)

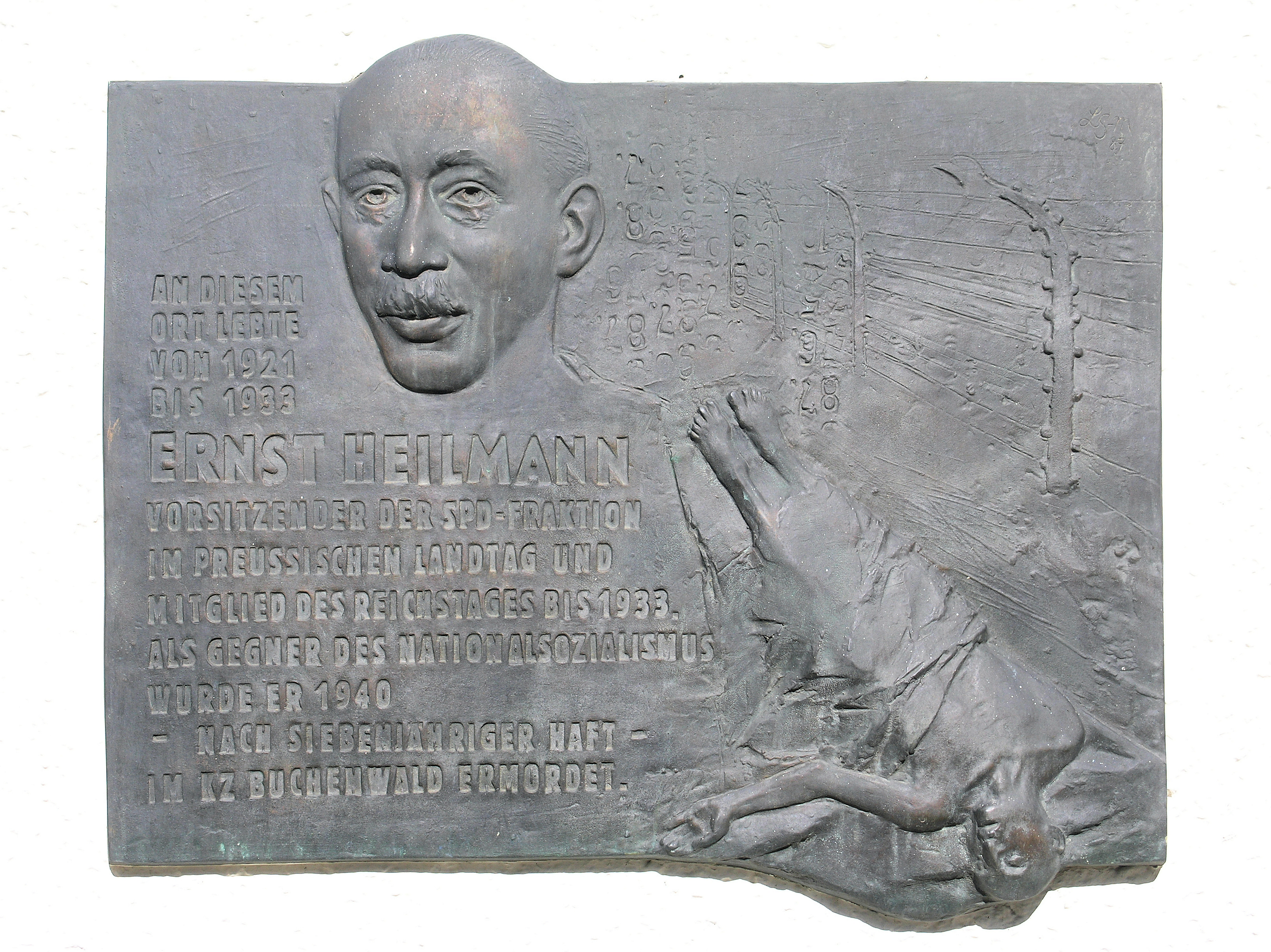
Ernst Heilmann (1881–1940)

- Heilmann, Finn (1965–2011), grönländischer Gewerkschafter
- Heilmann, Friedrich (1886–1933), Landtagsabgeordneter
- Heilmann, Friedrich (1892–1963), deutscher Parteifunktionär (SPD/KPD/SED) und Chefredakteur in Thüringen
- Heilmann, Gabriel (1751–1806), deutscher Botaniker und Mediziner
- Heilmann, Georg (1892–1981), deutscher Verwaltungsjurist
- Heilmann, Georg Friedrich (1785–1862), Schweizer Politiker und Oberst
- Heilmann, Gerhard (1859–1946), dänischer Paläontologe und Illustrator
- Heilmann, Hans (1859–1930), deutscher Journalist und Autor
- Heilmann, Harald (1924–2018), deutscher Komponist
- Heilmann, Harry (1894–1951), US-amerikanischer Baseballspieler
- Heilmann, Hartmann (* 1974), grönländischer Politiker (Partii Naleraq)
- Heilmann, Horst (1923–1942), deutscher Widerstandskämpfer
- Heilmann, Horst (* 1944), deutscher Maler
- Heilmann, Irmgard (1919–1993), deutsche Verlegerin und Schriftstellerin
- Heilmann, Jakob (1846–1927), deutscher Architekt und Bauunternehmer
- Heilmann, Jakob-Adolf (1888–1949), deutscher Architekt und NDPD-Funktionär
- Heilmann, Jan (* 1984), evangelischer Neutestamentler
- Heilmann, Jean-Gaspard († 1760), elsässischer Maler
- Heilmann, Jean-Jacques (1853–1922), französischer Ingenieur
- Heilmann, Johann (1825–1888), bayerischer Generalleutnant, Militärhistoriker
- Heilmann, Johann David (1727–1764), deutscher Altphilologe, lutherischer Theologe und Schulleiter
- Heilmann, Josua (1796–1848), elsässischer Techniker und Erfinder der Handstickmaschine
- Heilmann, Julia (* 1975), deutsche Autorin
- Heilmann, Karl (1892–1958), grönländischer Katechet, Pastor und Schriftsteller
- Heilmann, Karl (1900–1951), deutscher Kommunalpolitiker
- Heilmann, Karl (1914–1998), grönländischer Katechet, Kommunalpolitiker, Richter, Musiker und Genealoge
- Heilmann, Ludwig (1903–1959), deutscher Generalmajor der FallschirmtruppeLudwig Heilmann (1903–1959)

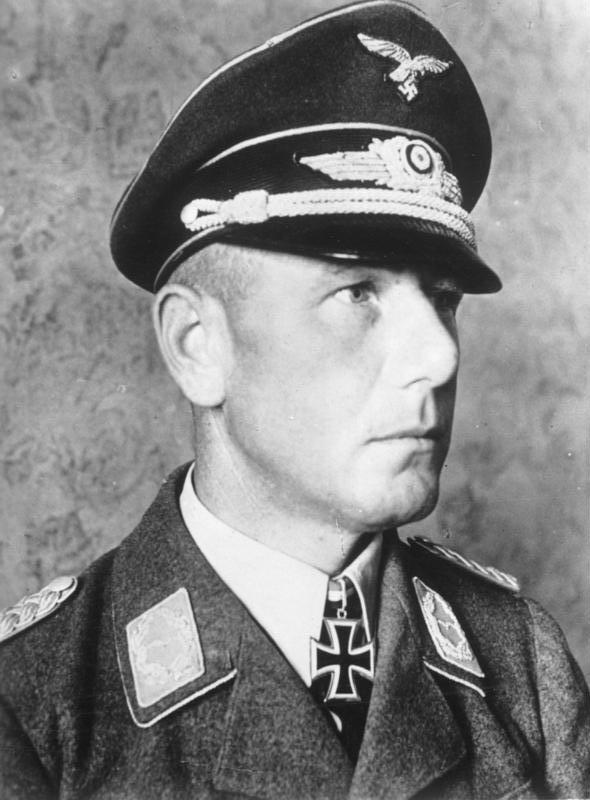
Ludwig Heilmann (1903–1959)

- Heilmann, Luigi (1911–1988), italienischer Linguist, Indologe, Hellenist, Romanist, Italianist, Ladinist und Dialektologe
- Heilmann, Lutz (* 1966), deutscher Politiker (Die Linke), MdB; hauptamtlicher Mitarbeiter der DDR-Staatssicherheit
- Heilmann, Mackie (* 1978), deutsche Film- und Theaterschauspielerin
- Heilmann, Magdalena (1894–1986), Sozialarbeiterin, Mitbegründerin der AWO und Widerstandskämpferin gegen das NS-Regime
- Heilmann, Maria (1887–1969), deutsche Lehrerin, Heimatforscherin, Historikerin und Kunsthistorikerin
- Heilmann, Mary (* 1940), US-amerikanische abstrakte Malerin
- Heilmann, Matthäus (1744–1817), deutscher Klavier- und Orgelbauer
- Heilmann, Max (1869–1956), deutscher Grafiker und Maler
- Heilmann, Michael (* 1961), deutscher Langstreckenläufer
- Heilmann, Michael (* 1962), deutscher Kommunalpolitiker (parteilos) und hauptamtlicher Bürgermeister
- Heilmann, Niels Carlo (1927–1991), grönländischer Politiker (Atassut) und Fischer
- Heilmann, Nikolaus (1903–1945), deutscher Offizier, SS-Brigadeführer und Generalmajor der Waffen-SS
- Heilmann, Otto (* 1930), deutscher Diplomat, Botschafter der DDR in Dänemark
- Heilmann, Paaviaaraq (* 1958), grönländischer Politiker (Siumut), Manager, Unternehmer, Sportfunktionär und Skifahrer
- Heilmann, Peter (1922–2003), deutscher DDR-Spion in West-Berlin und Studienleiter der Evangelischen Akademie
- Heilmann, Peter K. S. (1916–2005), grönländischer Lehrer und Landesrat
- Heilmann, Rainer (1964–2015), deutscher Fußballspieler
- Heilmann, Rolf (* 1960), deutscher Physiker und Hochschullehrer
- Heilmann, Ruth (* 1945), grönländische Politikerin und Lehrerin
- Heilmann, Sebastian (* 1965), deutscher Politikwissenschaftler
- Heilmann, Simigaq (* 1990), grönländische Politikerin (Demokraatit)
- Heilmann, Siverth K. (* 1953), grönländischer Politiker (Atassut) und Polizist
- Heilmann, Stephen (1941–2019), grönländischer Politiker (Siumut) und Journalist
- Heilmann, Thomas (* 1964), deutscher Unternehmer und Politiker (CDU)Thomas Heilmann (* 1964)

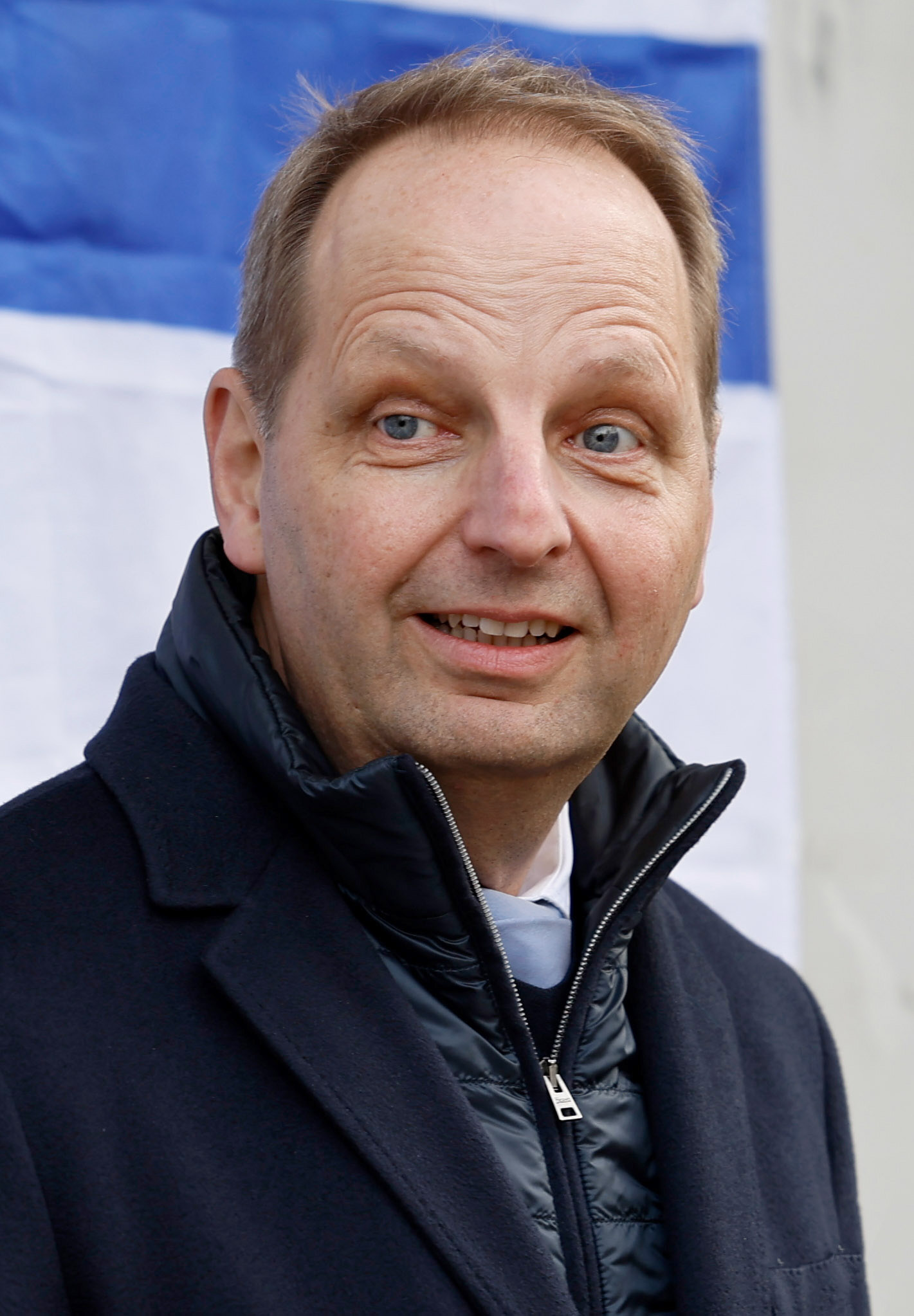
Thomas Heilmann (* 1964)

- Heilmann, Tobias (1873–1940), grönländischer Katechet und Landesrat
- Heilmann, Tobias (1975–2025), deutscher Politiker (SPD), MdL
- Heilmann, Willibald (1928–2006), deutscher Altphilologe und Professor für Fachdidaktik des Altsprachlichen Unterrichts
- Heilmann, Wolf-Rüdiger (* 1948), deutscher Aktuar
- Heilmann, Wolfgang (1913–1992), deutscher Philosoph und Hochschullehrer
- Heilmann, Wolfgang (1930–2022), deutscher Volkswirt
- Heilmann-Ducommun, Paul (1832–1904), Unternehmer und Erfinder
- Heilmayer, Franz (1858–1920), österreichischer Politiker (CSP), Abgeordneter zum Nationalrat
- Heilmayer, Karl (1829–1908), deutscher Landschaftsmaler
- Heilmeier, Franz (* 1963), deutscher Kommunalpolitiker (Bündnis 90/Die Grünen)
- Heilmeier, George H. (1936–2014), US-amerikanischer Ingenieur und Geschäftsmann
- Heilmeyer, Florian (* 1974), deutscher Architekturjournalist und Kurator
- Heilmeyer, Ludwig (1899–1969), deutscher InternistLudwig Heilmeyer (1899–1969)
- Heilmeyer, Oliver (* 1964), Schweizer Koch

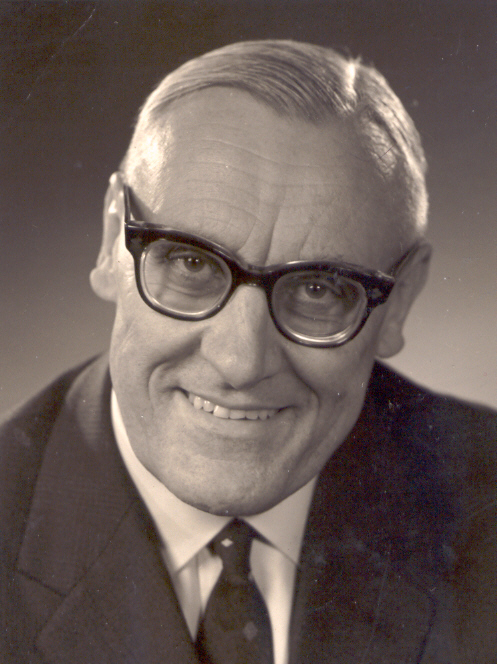
Ludwig Heilmeyer (1899–1969)

- Heilmeyer, Wolf-Dieter (* 1939), deutscher Klassischer Archäologe

### Heilp
- Heilprin, Angelo (1853–1907), amerikanischer Naturkundler, Geologe, Paläontologe und Fotograf
- Heilprin, Jechiel († 1746), Rabbiner, Historiker, Lexikograph
- Heilprin, Joel ben Uri (1690–1757), galizischer Thaumaturg

### Heilr
- Heilrath, Peter (* 1969), deutscher Filmproduzent, Rechtsanwalt, Politiker (Bündnis 90/Die Grünen)
- Heilrath, Philipp (* 1994), deutscher Basketballspieler

### Heils
- Heilsberg, Josef Alfred (1830–1894), österreichischer Politiker

### Heilw
- Heilwig von der Lippe, deutsche Zisterziensernonne, Klostergründerin
- Heilwig von Holstein (1400–1436), Gräfin von Oldenburg
- Heilwig von Lengenfeld († 1160), Landgräfin von Leuchtenberg